# 神戸市交通局900形電車
神戸市交通局900形電車（こうべしこうつうきょく900がたでんしゃ）は、神戸市交通局がかつて所有していた神戸市電の路面電車車両である。

## 概要
900形は、先に登場していた800形の増備車として、1947年から1949年にかけて製造された。当初は、戦前からの伝統を受け継ぎ局工場での製造を検討していたが、戦災復興がまだ完全ではなかったことから見送られ、木南車輌などで合計46両（901 - 946）が製造された。
800形との違いは、乗降用扉が自動化された程度で、ほとんど同じ車体である。
やがて中扉は使用されなくなり、922 - 946については、1960年から1962年にかけて、中扉を撤去して窓を新設し、車内の座席も延長するなどの工事を受け、前後2扉車となった。但し残りの車両には実施されず、特徴ある4枚折り戸をそのまま残した車両や、扉に似た板を車体にはめ込んだだけで、車内座席も延長せずにした車両など様々であった。なお、のちに911のみ、事故復旧の際に922 - 946と同様の改造が行われた。
800形同様、1969年から廃車が始まり、1970年3月の山手・上沢・須磨の各線の廃止時に、944のみを残して廃車された。944は1971年3月の市電全廃まで残され、他の車両とともに廃車された。
945の車体のみ、現在も自治会施設として使用されている。